# Revolving Door (Tate McRae)
Revolving Door è un singolo della cantante canadese Tate McRae, pubblicato il 7 marzo 2025 come quarto estratto dal terzo album in studio So Close to What.

## Descrizione
Terza traccia dell'LP, Revolving Door è una canzone dance pop scritta dalla stessa artista assieme a Julia Michaels, Ryan Tedder e Grant Boutin. Gli ultimi due sono anche i responsabili della produzione.

## Video musicale
Il video, diretto da Aerin Moreno e coreografato da Robbie Blue, è stato reso disponibile in concomitanza con l'uscita del disco attraverso il canale YouTube dell'artista.

## Successo commerciale
Revolving Door è risultata la traccia inedita più popolare del disco nella prima settimana di disponibilità, esordendo al 10º posto della Official Singles Chart con 22 531 unità di vendita. È poi salita di una posizione con 22 288 unità vendute nella pubblicazione successiva.

## Classifiche
| Classifica (2025) | Posizione massima |
| ----------------- | ----------------- |
| Australia         | 13                |
| Austria           | 39                |
| Canada            | 13                |
| Danimarca         | 37                |
| Francia           | 134               |
| Germania          | 76                |
| Grecia            | 20                |
| Irlanda           | 11                |
| Libano            | 9                 |
| Norvegia          | 13                |
| Nuova Zelanda     | 11                |
| Paesi Bassi       | 24                |
| Polonia           | 79                |
| Portogallo        | 23                |
| Regno Unito       | 9                 |
| Singapore         | 20                |
| Stati Uniti       | 22                |
| Sudafrica         | 72                |
| Svezia            | 31                |
| Svizzera          | 37                |